# Campionati europei di bob 1996
I Campionati europei di bob 1996, trentesima edizione della manifestazione organizzata dalla Federazione Internazionale di Bob e Skeleton, si sono disputati a Sankt Moritz, in Svizzera, sulla pista Olympia Bobrun St. Moritz–Celerina, il tracciato naturale sul quale si svolsero le competizioni del bob e dello skeleton ai Giochi di Sankt Moritz 1928 e di Sankt Moritz 1948 e le rassegne continentali del 1968, del 1972, del 1976, del 1980, del 1985 e del 1993. La località elvetica ha quindi ospitato le competizioni europee per la settima volta nel bob a due uomini e nel bob a quattro.

## Risultati

### Bob a due uomini
| Pos. | Atleti                         | Nazione  |
| ---- | ------------------------------ | -------- |
|      | Christoph Langen Olaf Hampel   | Germania |
|      | Reto Götschi Guido Acklin      | Svizzera |
|      | Sepp Dostthaler Thomas Platzer | Germania |

### Bob a quattro
| Pos. | Atleti                                                     | Nazione  |
| ---- | ---------------------------------------------------------- | -------- |
|      | Christoph Langen Sven Rühr Markus Zimmermann Olaf Hampel   | Germania |
|      | Wolfgang Hoppe Torsten Voss Sven Peter Carsten Embach      | Germania |
|      | Marcel Rohner Markus Wasser Thomas Schreiber Roland Tanner | Svizzera |

## Medagliere
| Pos.   | Paese    | Oro | Argento | Bronzo | Totale |
| ------ | -------- | --- | ------- | ------ | ------ |
| 1      | Germania | 2   | 1       | 1      | 4      |
| 2      | Svizzera | 0   | 1       | 1      | 2      |
| Totale | Totale   | 2   | 2       | 2      | 6      |